# Momordica balsamina
Momordica balsamina, balsamer o balsamilla és una espècie de liana amb circells cucurbitàcia. És planta nativa de les regions tropicals d'Àfrica i introduïda i considerada planta invasora a Àsia, Austràlia i Amèrica Central. Els seus fruits són de color taronja brillant. Aquesta planta va ser introduïda a Europa l'any 1568 i va ser usada com a planta medicinal per a guarir les ferides. També s'usa en la medicina tradicional africana. L'any 1810, Thomas Jefferson plantà aquesta liana en el seu jardí de Monticello.
La part exterior de les seves llavors és verinosa.